# Adelptes
Adelptes là một chi bọ cánh cứng trong họ Mordellidae.
Chi này được miêu tả khoa học năm 1965 bởi Franciscolo.

## Các loài
Chi này gồm các loài:
- Adelptes clavipalpis Franciscolo, 1965
- Adelptes vadoni 1937